# Vasile Vaida
Vasile Vaida (n. 23 noiembrie 1909 - d. 1987) a fost un lider comunist român.
În anul 1935 a devenit membru al Partidului Comunist din România. În mai 1961 a fost decorat cu medalia "A 40-a aniversare de la înființarea Partidului Comunist din România". În calitate de ministru al agriculturii, Vasile Vaida a fost membru în comisia agrară care avea ca sarcină supravegherea gospodăriilor agricole colective, adică impunerea colectivizării agricole. 
Vasile Vaida a fost membru în Marea Adunare Națională în sesiunile din perioada 1948-1969 și 1975 - 1980.
Vasile Vaida a fost membru al CC al PCR/PMR/PCR (1945-1955; 1960-1974), ministru al Agriculturii (1948-1952), prim-secretar al Comitetului Regional PCR Cluj (1956-1963). A fost șef Secție Organizații de Partid a CC al PMR (în 1961). Ulterior, a devenit președintele Casei de Pensii a Cooperativelor Agricole de Producție (din 1969) și al Casei de Pensii și Asigurări Sociale (din 1975), membru al Comisiei Centrale de Revizie (1979-1984).

## Distincții
- Medalia „A cincea aniversare a Republicii Populare Române” (24 decembrie 1952) „pentru lupta și munca duse în vederea făuririi, consolidării și prosperării Republicii Populare Române”[2]
- Ordinul „23 August” clasa a II-a (12 august 1959) „pentru îndelungată activitate în mișcarea muncitorească, pentru contribuția activă la răsturnarea dictaturii militaro-fasciste și instaurarea regimului democrat-popular, pentru merite deosebite în opera de construire a socialismului”[3]
- Ordinul „Tudor Vladimirescu” clasa a II-a (30 aprilie 1966) „cu prilejul celei de-a 45-a aniversări de la înființarea Partidului Comunist din România, pentru îndelungată activitate în mișcarea muncitorească și merite deosebite în opera de construire a socialismului”[4]
- Ordinul „Apărarea Patriei” clasa I (4 mai 1971) „cu prilejul aniversării a 50 de ani de la constituirea Partidului Comunist Român, [...] pentru activitate îndelungată în mișcarea muncitorească și merite deosebite în opera de construire a socialismului”[5]
- Ordinul „23 August” clasa I (21 august 1979) „pentru contribuția deosebită adusă la înfăptuirea politicii Partidului Comunist Român de făurire a societății socialiste multilateral dezvoltate în patria noastră, cu prilejul celei de-a 35-a aniversări a revoluției de eliberare socială și națională, antifascistă și antiimperialistă”[6]